# 边策
边策（1983年2月5日—2015年6月9日），原名边宁，吉林长春人，中国大陆主持人，毕业于浙江传媒学院播音主持专业。曾主持《新娱乐在线》、《世界电影之旅资讯快车》、《音悦大来宾》等节目。2015年6月9日，边策在北京市朝阳区一小区吸毒，后被举报。随后，警务人员进入房间调查，此時他已经跳楼身亡，享年32岁。

## 简历
1983年2月5日出生于吉林长春的工人家庭，出生时名边宁，意即出生后的他一直都会安宁。上幼儿园后，母亲给他改名为边策，改名的原因是“边宁”这个名字容易被小朋友欺负。他从小学到中学一直担任班长、学习委员等班干部。1999年初中毕业后，边策得知吉林人民广播电台东北亚音乐台招电台主持的消息后，便前往电台参加招聘活动。他以一手优于同龄人的作文杀到最后关卡，但他没有缴纳50元，因此他决定放弃，前往汽修学校学技工。2002年曾参加飞行员考试，由于脊椎距标准有一些微差，因此考试没有通过。而当年的高考分数过了报考学校的投档线，但没有收到通知书下来，只能花钱上大学。因为当时家裡条件有限，他决定在高中复读一年。2003年高考后，他赴浙江传媒学院就读播音与主持专业。
2004年，边策参加了深圳卫视的“青春之星”主持人选拨活动，后进入全国十二强。2005年参加湖南卫视“闪亮新主播”选拔活动，最终获全国第五名。比赛结束后，边策决定赴北京工作，他曾担任北京三大电视传媒公司的节目主持人。2008年底进入电影频道，主持《世界电影之旅·资讯快车》栏目。2011年主持云南卫视的《养生汇》栏目，2012年11月，主持青海卫视的《时尚家居》栏目。2014年6月21日担任上海国际电影节电影频道传媒大奖颁奖典礼的主持人。

## 吸毒坠亡事件
2015年6月9日，边策被举报在北京市朝阳区一小区吸毒，凌晨2点30分，警方接到线索后进入小区调查，但敲門無人應答，后破門进入房间调查，發現邊策已跳樓身亡，屍體旁有兩小包冰毒及吸管，血液經抽檢有毒品成分殘留。经急救现场诊断，边策已经死亡，享年32岁，并排除刑事嫌疑。據《北京青年報》報道，邊策很有可能是被好友，同样涉毒的陳柏君出賣。
事件发生后，电影频道回应称，该频道没有名為边策的主持人。而实际上，主持人只有在央视编制才會被央視承认是“央视的主持人”，而其他主持人都是与央视旗下一家文化传播公司签订聘用合同，但其工作关系则是在某文化传播公司。
2015年6月18日早上，边策个人追悼会在北京举行，其圈内好友何炅、沈凌、大左和电影频道同事蒋小涵均参加了追悼活动。

## 主持作品
- 浙江卫视：《娱乐天天星》、《大学生音乐节》、《雅虎搜星》
- 河北卫视：《天下风景线》
- 旅游卫视：《时尚男女》
- 北京电视台：《春华秋实》
- 上海东方电视台娱乐频道：《新娱乐在线》、《新娱乐调查》
- 杭州电视台生活频道：《今晚乐翻天》
- 青海电视台综合频道：《大众娱乐在线》
- 新浪、腾讯、TOM：《我泡世界杯》
- CCTV-6：《世界电影之旅·资讯快车》[1]
- 云南卫视：《养生汇》[5]
- 音悦Tai：《音悦大来宾》
- 青海卫视：《时尚家居》[6]
- 2014年上海国际电影节电影频道传媒大奖颁奖典礼[7]